# Arkys nimdol
Espèce
Arkys nimdol est une espèce d'araignées aranéomorphes de la famille des Arkyidae.

## Distribution
Cette espèce est endémique de Nouvelle-Guinée occidentale en Indonésie,. Elle se rencontre vers Nimdol à 1 220 m d'altitude.

## Description
La carapace du mâle holotype mesure 2,6 mm de long sur 2,3 mm et l'abdomen 3,3 mm de long sur 2,5 mm.

## Étymologie
Son nom d'espèce lui a été donné en référence au lieu de sa découverte, Nimdol.

## Publication originale
- Chrysanthus, 1971 : Further notes on the spiders of New Guinea I (Argyopidae). Zoologische Verhandelingen vol. 113, p. 1-52.